# Ishay Ribo
 (février 2025).
La mise en forme du texte ne suit pas les recommandations de Wikipédia : il faut le « wikifier ».
Les points d'amélioration suivants sont les cas les plus fréquents. Le détail des points à revoir est peut-être précisé sur la page de discussion.
- Les titres sont pré-formatés par le logiciel. Ils ne sont ni en capitales, ni en gras.
- Le texte ne doit pas être écrit en capitales (les noms de famille non plus), ni en gras, ni en italique, ni en « petit »…
- Le gras n'est utilisé que pour surligner le titre de l'article dans l'introduction, une seule fois.
- L'italique est rarement utilisé : mots en langue étrangère, titres d'œuvres, noms de bateaux, etc.
- Les citations ne sont pas en italique mais en corps de texte normal. Elles sont entourées par des guillemets français : « et ».
- Les listes à puces sont à éviter, des paragraphes rédigés étant largement préférés. Les tableaux sont à réserver à la présentation de données structurées (résultats, etc.).
- Les appels de note de bas de page (petits chiffres en exposant, introduits par l'outil «  Source ») sont à placer entre la fin de phrase et le point final[comme ça].
- Les liens internes (vers d'autres articles de Wikipédia) sont à choisir avec parcimonie. Créez des liens vers des articles approfondissant le sujet. Les termes génériques sans rapport avec le sujet sont à éviter, ainsi que les répétitions de liens vers un même terme.
- Les liens externes sont à placer uniquement dans une section « Liens externes », à la fin de l'article. Ces liens sont à choisir avec parcimonie suivant les règles définies. Si un lien sert de source à l'article, son insertion dans le texte est à faire par les notes de bas de page.
- La présentation des références doit suivre les conventions bibliographiques. Il est recommandé d'utiliser les modèles {{Ouvrage}}, {{Chapitre}}, {{Article}}, {{Lien web}} et/ou {{Bibliographie}}. Le mode d'édition visuel peut mettre en forme automatiquement les références.
- Insérer une infobox (cadre d'informations à droite) n'est pas obligatoire pour parachever la mise en page.

Pour une aide détaillée, merci de consulter Aide:Wikification.
Si vous pensez que ces points ont été résolus, vous pouvez retirer ce bandeau et améliorer la mise en forme d'un autre article.
Pour les articles homonymes, voir Ribo.
Ishay Ribo (en hébreu ישי ריבו ; né le 3 février 1989) est un auteur-compositeur-interprète israélien, d'origine française. Juif orthodoxe, il gagne en popularité en Israël auprès du public juif haredi, national-religieux et laïc. Il sort quatre albums studio, dont deux certifiés or et un platine.

## Jeunesse et éducation
Ishay Ribo est né le 3 février 1989 dans une famille juive séfarade traditionnelle dans le quartier de La Rose à Marseille, en France,, . Ses parents ont grandi en France, après avoir émigré du Maroc et de l'Algérie dans leur jeunesse. Son père commence à adopter une attitude plus religieuse en France et quand Ishay a huit ans et demi, la famille fait la Alya et se rend en Israël, où elle devient complètement observatrice de la Torah.
Ils résident à Kfar Adumim, où Ribo fréquente une école primaire nationale et religieuse . Après six mois, il a été transféré dans un Haredi Talmud Torah à Jérusalem. Il a ensuite étudié dans les yeshivas à Kiryat Sefer et Gilo, ce dernier programme étant destiné aux olim français (immigrants en Israël). Depuis son mariage, il étudie à Midreshet Ziv, un kollel orthodoxe dans le quartier de Sha'arei Hesed à Jérusalem.
Ribo commence à travailler sur son premier album peu de temps avant de s'enrôler dans les Forces de défense israéliennes pour un séjour de deux ans. Il sert dans le corps de technologie et de maintenance et chante dans le chœur rabbinique de Tsahal au cours des six derniers mois de son service,.

## Carrière musicale
Ribo commence à chanter à l'âge de huit ans; À treize ans, il commence à écrire, composer et enregistrer des chansons chez lui. Quatre ans plus tard, après avoir composé 100 chansons, il apprend à jouer de la guitare. Il n'a alors aucune éducation musicale formelle. Avec ses amis, il forme un groupe appelé "Tachlis" (Goal) qui combine du heavy metal rock avec des paroles religieuses,.
En 2012, Ribo est le premier chanteur religieux à participer au projet Idan Raichel et interpréte " Ohr Kazeh " ("A Light Like This") sur l'album " Reva LaShesh " (2013) de Raichel. ) Raichel lui donna plus de visibilité en lui demandant de jouer sa chanson " Tochu Ratzuf Ahavah " lors d'un de ses concerts.
En 2014, il interpréte la chanson " Chadeish Sessoni " sur l'album " Simchat Olam " ("La joie du monde"), composé de chansons composées par le rabbi Yitzchak Ginsburgh . Il figure sur l'album Achakeh Lo ("I Will Await Him"), qui met en vedette des chansons de l'Holocauste du groupe The Heart and The Spring.
En août 2019, Ribo joue " Nitzacht Iti HaKol " ("Vous avez tout gagné avec moi") d' Amir Benayoun aux côtés de Benayoun lui-même lors d'un concert au Sultan's Pool, à Jérusalem; la vidéo musicale bat des records de visionnage sur YouTube, ayant et reçoit plus d'un million de visionnements au cours de sa première semaine de sortie.

### Singles et albums solo
En 2014, Ribo produit son premier album, Tocho Ratzuf Ahavah ("Il est rempli d'amour continu"). La chanson titre est diffusée pendant des semaines sur Radio Galgalatz, atteignant à la fois le public religieux et le laïc. Le troisième single de l'album, " Kol Dodi " ("La voix de mon bien-aimé"), a remporté la deuxième place au Festival de la chanson israélienne 2013,. L'album est certifié or.
En octobre 2015, Ribo publie le premier single de son deuxième album, " Mekasheh Achat Zahav " ("Un morceau d'or solide"), qu'il a écrit en l'honneur de la naissance de son deuxième fils. En 2016, il a publié son deuxième album, Pachad Gevahim ("Fear of Heights"). Cet album a également été certifié or.
En février 2018, Ribo publie l'album Shetach Afor ("Grey Area"), certifié platine. Le clip vidéo de l'un des singles de l'album, " Lashuv HaBaytah " ("Coming Home"), est vu plus de 26 millions de fois sur YouTube,.
En 2018, il sort " Nafshi " ("My Soul"), un duo chanté avec le chanteur hassidique Motty Steinmetz . Ribo chante dans la prononciation traditionnelle hébraïque tandis que Steinmetz chante avec une prononciation hassidique. En janvier 2019, il sort le single " HaLev Sheli " ("My Heart"). Le 3 septembre, le single " Seder Ha'avodah " ("Ordre du service") est publié, une chanson qui décrit le service de Yom Kippour dans le temple de Jérusalem. Ces trois singles sont tirés de son album Elul 5779, sorti en septembre 2019. Cet album comprend des hymnes Selichot et des chansons relatives à Yom Kippour, dont des reprises de chansons de Shlomo Carlebach et du rabbin Hillel Paley, que Ribo souhaite présenter à son public séculier.

### Concerts
Ribo se produit en concert dans tout Israël, dans des lieux non cachers et devant un public haredi séparé par sexe. Il se produit souvent avec Shlomo Artzi, Omer Adam, Natan Goshen et Amir Dadon. Il attribue au secteur national-religieux environ 90% de ses apparitions en concert.
Il a gagne en popularité dans tous les domaines religieux, des orthodoxes aux laïcs. Lors de ses concerts, le public chante les mots avec lui,.

## Autre travail
Ribo écrit des chansons pour Gad Elbaz, Avraham Fried et Meidad Tasa. Pour Elbaz, ceux-ci incluent " Rak Kan " ("Only Here") et " KeBatechilah " ("As In The Beginning"); de futures collaborations sont prévues.

## Style musical

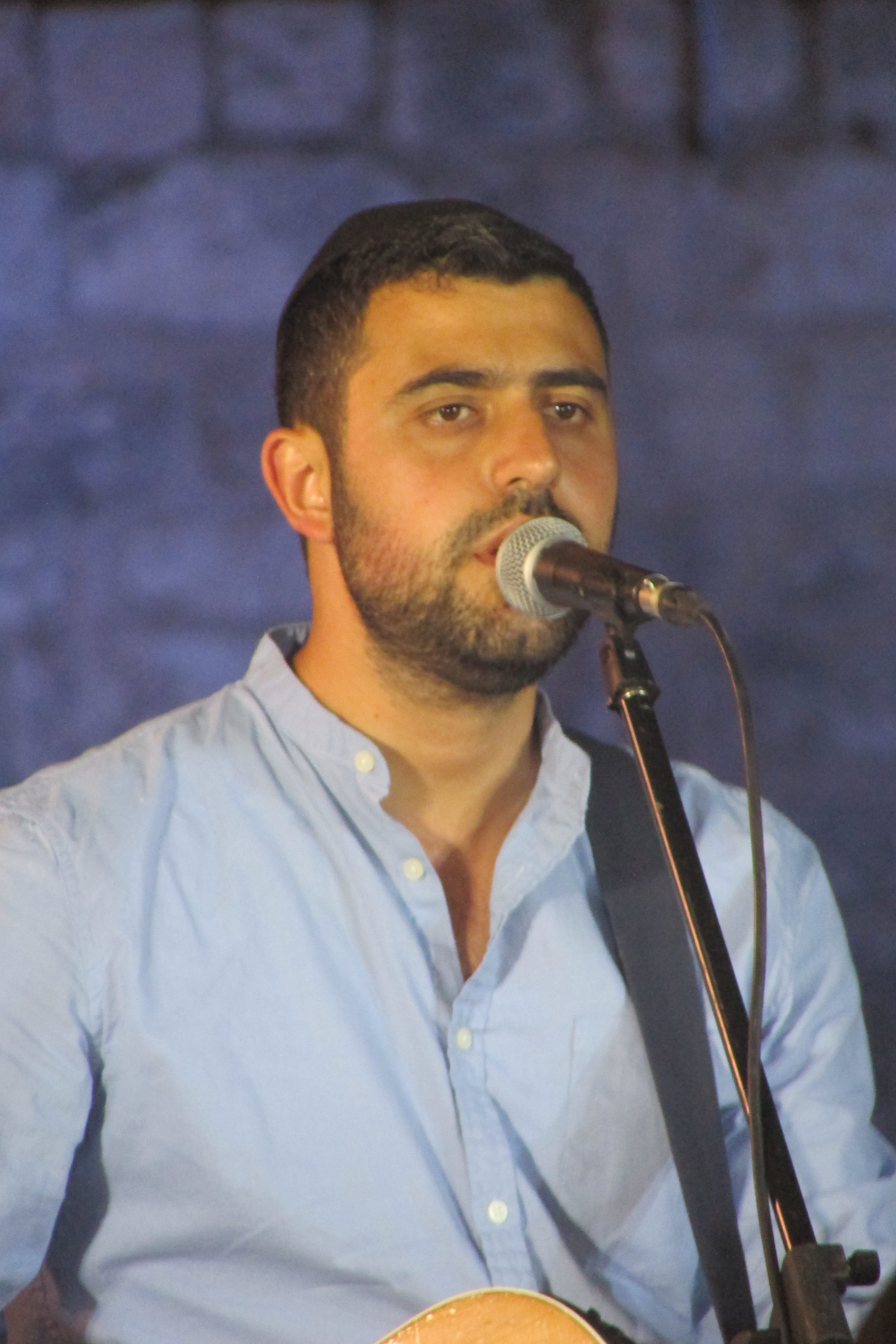
Ribo en 2017

Les chansons de Ribo portent exclusivement sur la spiritualité, la foi et Dieu, décision qu'il a prise à l'âge de 14 ans. Alors que son objectif initial était de chanter devant un public religieux, il est également devenu "immensément populaire" parmi les publics laïcs. Bien que les chants religieux soient généralement rejetés par le public laïc en Israël, la qualité de sa musique et de son expression artistique lui permet, selon le critique musical de Haaretz Ben Shalev, de réussir à "combler le fossé" entre orthodoxes et laïques.
Contrairement à la musique hassidique, qui met des vers de Tanakh à la musique, Ribo écrit des paroles originales en s’inspirant de diverses sources religieuses, notamment le commentaire de Rashi, les enseignements du rabbin Shlomo Wolbe et du rabbin Eliyahu Eliezer Dessler, ainsi que des idées qu’il entend à la synagogue. sermons,. Il chante principalement en hébreu. Ribo caractérise son genre musical comme "rock / folk".
Il est connu pour sa voix "mature" et sa "présence phénoménale sur la scène".
Ribo cite comme influences musicales Eviatar Banai et Amir Benayoun .

## Reconnaissance
En 2012, Ribo reçoit un prix ACUM pour avoir encouragé la créativité. Pour son premier single (" Tocho Ratzuf Ahavah "), il est nommé chanteur de l'année, découverte de l'année et chanson de l'année par Radio Galei Israel et Maariv . Il remporte les honneurs du chanteur de l'année, de l'album de l'année ( Tocho Ratzuf Ahavah ) et de la chanson de l'année (" Kol Dodi ") de Radio Kol Chai .
En 2017, il se produit lors de la cérémonie d'allumage de la flamme lors du 69ème anniversaire de la fête de l'indépendance d' Israël.
En 2019, il reçoit le prix Uri Orbach pour la culture juive dans le domaine de la musique du ministre israélien de l'Éducation .

## Vie privée
Ribo et son épouse Yael ont cinq fils. et une fille et résident dans le quartier de Kiryat Moshe à Jérusalem .

## Discographie

### Albums studio
- 2014: Tocho Ratzuf Ahavah ("Il est rempli d'amour continu")
- 2016: Pachad Gevahim ("La peur des hauteurs")
- 2018: Shetach Afor ("Zone grise")
- 2019: Elul Tsha "t (" Elul 5779 ")